# Fredrik Ahlstedt

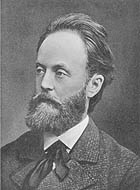
Fredrik Ahlstedt

August Fredrik Ahlstedt (* 24. April 1839 in Turku, Großfürstentum Finnland; † 19. August 1901 in Pargas, Großfürstentum Finnland) war ein finnischer Landschafts- und Porträtmaler der Düsseldorfer Schule.

## Leben

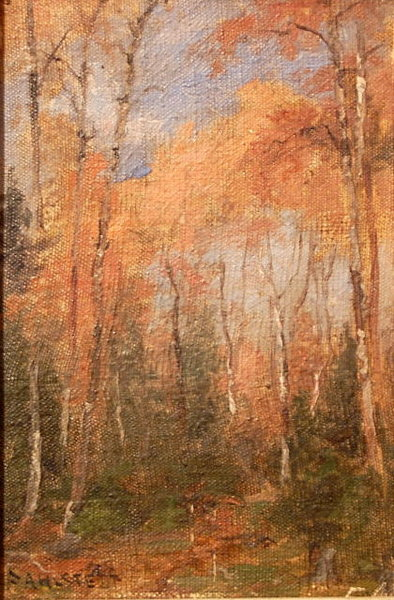
Höst (Herbst)

Der Sohn des Gerichtsassessors Leonard Ahlstedt und der Jakobina Fredrika, geborene Palander, studierte 1853–1855 an der Zeichenschule des Finnischen Kunstvereins bei Robert Wilhelm Ekman in Åbo (Turku) und 1866 bis 1868 sowie 1870/71 an der Königlichen Kunstakademie Stockholm. 1869/70 und von 1871 bis 1874 hielt er sich in Düsseldorf auf, ohne an der Kunstakademie eingeschrieben zu sein. Ab 1874 arbeitete er als Lehrer an der Zeichenschule des Finnischen Kunstvereins in Turku, 1876 bis 1893 als Kunstlehrer an der Zeichenschule des Finnischen Kunstvereins in Helsingfors, unterbrochen von einem kurzen Aufenthalt 1880/81 im Atelier von Léon Bonnat in Paris. Bis 1893 war er Lehrer und Rektor der Zeichenschule des Finnischen Kunstvereins in Helsingfors sowie 1892 bis 1901 Hochschullehrer an der dortigen Alexander-Universität. Zu seinen Schülern zählten Eero Järnefelt und Akseli Gallen-Kallela. Seine Frau Nina, geborene Lignell (1853–1907), eine ehemalige Schülerin, war ebenfalls Malerin. Beide waren mit Victor Westerholm befreundet, dessen Künstlerkolonie in Önningeby bei Jomala auf Åland sie besuchten. Ahlstedt war Künstlerfreund und Biograf der finnischen Malerin Fanny Churberg.

## Werk
Ahlstedt erarbeitete vor allem Landschaftsdarstellungen, wobei er einheimische Motive bevorzugte, nach denen er auch in Düsseldorf arbeitete. Der Einfluss der Düsseldorfer Malerschule kommt am deutlichsten in Bildaufbau und Kolorit zum Ausdruck. Daneben entstanden aber auch figürliche Kompositionen und Bildnisse. Er war seit 1869 Mitglied des finnischen Künstlerverbandes und erhielt zahlreiche Auszeichnungen, darunter 1869 den Dukatenpreis des Finnischen Kunstvereins, 1873 den 1. Preis der 1. finnischen Kunst- und Industrieausstellung sowie 1889 und 1892 den finnischen Staatspreis. Anlässlich seiner Beteiligung an den Kunstausstellungen der Weltausstellungen 1886 und 1900 in Paris wurde er je mit einer Bronzemedaille ausgezeichnet.
- Vom Aurafluss in Turku, 1861: Pori, Satakunnan Museo.
- Ansicht von Aurajärvi in Kuru, 65 x .5 × 85 cm, 1872 (1912 Ateneum Helsinki, Kat.-Nr. 3).
- Bildnis des Schriftstellers Nils Henrik Pinello (1802–1879), 89 × 71 cm, 1875 (1912 Ateneum Helsinki, Kat.-Nr. 4).
- Herbstlandschaft mit Figurenstaffage, um 1875: Turku, Kunstmuseum.
- Bildnis des Malers Gustaf Wilhelm Finnberg (1784–1833), 70,5 × 55 cm, 1876 (1912 Ateneum Helsinki, Kat.-Nr. 5).
- Schärenlandschaft von Parainen, 1877: Espoo, Neste AG.
- Fischer an der Küste, 1877.
- Der Hunger-Winter von 1872, 1877.
- Bildnis des Malers Karl Emanuel Jansson (1846–1874), 64 × 55 cm, 1879 (1912 Ateneum Helsinki, Kat.-Nr. 6).
- Mädchen am Brunnen; Winter, 79 × 55 cm, 1882: Auktion Bukowski, Helsinki, 28.11.1992 (Kunstpreisjahrbuch 1993).
- Rast während der Ernte, 135 × 243 cm, 1884 (1912 Ateneum Helsinki, Kat.-Nr. 8).
- Winterlandschaft, 24,5 × 18,5 cm, 1880 (1912 Ateneum Helsinki, Kat.-Nr. 9).
- Julitag an der Küste von Finby (Töölönlahdella), 1887.
- Trauer auf einem Aussiedlerhof, 1892: Tallinn, Estnisches Kunstmuseum >Kumu<.
- Matti auf dem Schwendeland, 75 × 100 cm, 1893 (1912 Ateneum Helsinki, Kat.-Nr. 11).
- Juhlapukuinen tyttö (festlich gekleidetes Mädchen), 1894.
- Junge Mutter in Landschaft, 1894.
- Im Wald (Tyttö metsässä), 1897; Abb.: Wennervirta 1934.
- Sommernachtklänge, 1898: Turku, Kunstmuseum.
- Madonna ja lapsi (Madonna mit Kind), 1899.
- Serenadi rantaäyräällä (Serenade am Strand), 1890er Jahre.
- Die Serenade (Serenadi); Abb.: Wennervirta 1934.
- Bildnis des Architekten Theodor Decker (1838–1899), 77 × 59 cm (1912 Ateneum Helsinki, Kat.-Nr. 10).

## Schriften
- Fanny Maria Churberg. In: Finska qvinnor på olika arbetsområden. Biografiskt album, Finsk Qvinnoförening (Finnischer Frauenverein), Helsinki 1892